# Alvorada (Manaus)
O Alvorada é um bairro do município brasileiro de Manaus, capital do estado do Amazonas. Localiza-se na Zona Centro-Oeste da cidade. De acordo com estimativas da Secretaria de Desenvolvimento Econômico, Ciência, Tecnologia e Inovação do Amazonas (SEDECTI), sua população era de 80 898 habitantes em 2021.

## História
O Alvorada, localizado na região centro-oeste de Manaus, tem uma história marcada por conquistas advindas do esforço da sua própria comunidade nos primeiros anos da década de 1960. Com a tendência natural de crescimento, o bairro iniciou seu processo de expansão na direção oeste na década seguinte.
A primeira leva atingiu o total de vinte famílias que, por falta de moradia, abrigavam-se à sombra de árvores aguardando a construção "a jato" do seu barracão. As casas foram construídas de quatro ou seis estacas, alguns paus cruzados, palha e, bem ou mal, protegidos do sol e da chuva, os moradores sentiam-se protegidos. Por possuir várias casas feitas de pau e palhas, passa a ser chamado de "Cidade das Palhas".
Os moradores mais antigos do bairro contam que o nome Alvorada foi dado pelo locutor de rádio J. Aquino (conhecido popularmente como Carrapeta) quando se referindo ao bairro como um novo alvorecer. Os documentos em poder da paróquia local datam o início dos trabalhos pastorais da igreja em 19 de setembro de 1969 e, a primeira missa celebrada no dia 24 de maio de 1970, pelo padre inspetor Daniel Bissoli, data também da festa de Nossa Senhora Auxiliadora, originando o nome da igreja, matriz do bairro.
Integram o bairro: os conjuntos Ajuricaba, Jardim Juruá, Canaã e de Flores II; e também os loteamentos Jardim do Éden, Promorar Alvorada (Dom Bosco), Álvaro Neves e Novo Horizonte, não esquecendo das 3 etapas do bairro Alvorada (que são frutos de loteamento).

## Alvorada atual
Mesmo com todo o desenvolvimento, a comunidade não tem muitos atrativos culturais e áreas de lazer diversificadas, apesar de possuir algumas quadras, atendendo somente a área desportiva.
O maior entretenimento tem partido da própria comunidade em época de Carnaval, onde os moradores se organizam para colocarem na passarela do samba a escola Unidos do Alvorada comandada pelo mestre Luciano. Neste período a comunidade organiza ensaios, arraial, sorteio de brindes e bingos. Toda essa iniciativa para alegrar a comunidade e destacar o bairro entre as os melhores no quesito: Samba. No bairro, cada residência é responsável por pagar, em média R$ 91,89 de IPTU.